# Benito Juárez (Cidade do México)
Benito Juárez é uma demarcação territorial da Cidade do México, situada na parte central da capital mexicana. Possuía em 2015 uma população de 417.416 habitantes, distribuída em uma área de 27 km². Faz fronteira com Cuauhtémoc e Miguel Hidalgo a norte; com Coyoacán a sul; com Álvaro Obregón a oeste; e com Iztacalco a leste.
A demarcação recebeu seu nome em homenagem a Benito Pablo Juárez García, ex-presidente do México. Indígena de origem zapoteca e formado em direito, Juárez viveu em uma época crucial para a formação do estado mexicano, período considerado por muitos historiadores como a consolidação do México como república.

## Transportes

### Metrô da Cidade do México
Benito Juárez é atendida pelas seguintes estações do Metrô da Cidade do México:
- Coyoacán
- División del Norte
- Eje Central
- Ermita
- Etiopía-Plaza de la Transparencia
- Eugenia
- Hospital 20 de Noviembre
- Insurgentes Sur
- Mixcoac
- Nativitas
- Parque de los Venados
- Portales
- San Antonio
- San Pedro de los Pinos
- Viaducto
- Villa de Cortés
- Xola
- Zapata